# NGC 3989
NGC 3989 é uma galáxia espiral (Sb) localizada na direcção da constelação de Leo. Possui uma declinação de +25° 13' 58" e uma ascensão recta de 11 horas, 57 minutos e 26,6 segundos.
A galáxia NGC 3989 foi descoberta em 27 de Abril de 1854 por William Parsons.